# Liesl Karlstadt
Liesl Karlstadt, née Elizabeth Wellano (12 décembre 1892 – juin 1960), est une actrice et interprète de cabaret allemande. Aux côtés de Karl Valentin, elle a donné le ton à une génération de culture populaire munichoise. Elle est apparue dans plus de 75 films entre 1913 et 1960. 

## Hommages
Une des étoiles du Walk of Fame of Cabaret à Mayence est dédiée à Liesl Karlstadt.
Un téléfilm sur sa vie a été réalisé en 2007 par Jo Baier : Liesl Karlstadt und Karl Valentin.
Elle est enterrée au cimetière de Bogenhausen.

## Filmographie sélective
- 1922 : Mysterien eines Frisiersalons
- 1929 : Der Sonderling
- 1932 : La Fiancée vendue
- 1933 : Orchesterprobe
- 1935 : Kirschen in Nachbars Garten
- 1936 : Donner, Blitz und Sonnenschein
- 1936 : Die Erbschaft
- 1941 : Alarmstufe V
- 1941 : In der Apotheke
- 1941 : Venus vor Gericht
- 1943 : Man rede mir nicht von Liebe
- 1949 : Um eine Nasenlänge
- 1949 : Nach Regen scheint Sonne
- 1950 : Petite Maman
- 1950 : Die Nacht ohne Sünde
- 1951 : In München steht ein Hofbräuhaus
- 1951 : Die Dame in Schwarz
- 1952 : Das letzte Rezept
- 1952 : Der Weibertausch
- 1953 : Fanfaren der Ehe
- 1953 : Tant que tu m'aimeras
- 1954 : Die verschwundene Miniatur
- 1954 : Feu d'artifice
- 1955 : Königswalzer
- 1956 : La Famille Trapp (Die Trapp-Familie)
- 1956 : Salzburger Geschichten
- 1956 : Nichts als Ärger mit der Liebe
- 1956 : Dany, bitte schreiben Sie
- 1956 : II-A in Berlin
- 1957 : Heiraten verboten
- 1958 : Wir Wunderkinder
- 1958 : Meine 99 Bräute
- 1958 : … und nichts als die Wahrheit
- 1959 : Liebe auf krummen Beinen
- 1959 : Späte Entdeckung (Komödienstadel, mit Michl Lang)
- 1959 : Das Taufessen (Komödienstadel, mit Ludwig Schmid-Wildy)
- 1960 : Schick deine Frau nicht nach Italien